# 新勝川站
新勝川站（日语：／ Shinkachigawa eki */?）是位於愛知縣東春日井郡勝川町柏井（現時：春日井市），名古屋鐵道勝川線的鐵道車站（廢站）。

## 歷史
- 1931年（昭和6年）
  - 2月11日：名岐鐵道（日语：名岐鉄道）城北線味鋺站至新勝川站之間開業，此站啟用。
  - 4月29日：路線名稱重組，味鋺站至新勝川站之間定為勝川線。此站成為勝川線車站。
- 1935年（昭和10年）8月1日：在公司合併後，成為名古屋鐵道的車站。
- 1936年（昭和11年）4月8日：勝川線暫停營業。
- 1937年（昭和12年）2月1日：勝川線廢線，此站也被廢除。

## 車站遺址
在1975年（昭和50年）前，月台還存在。後來受到土地重整影響，現時已經看不到車站痕跡。車站遺址是在國道19號（春日井繞道）與愛知縣道62號春日井稲沢線相交點（大和通4丁目）附近。JR中央本線 勝川站西北方約500米處。

## 相鄰車站
名古屋鐵道
勝川線
勝川口－新勝川

## 注腳
1. ↑  鐵道省 編 《鉄道停車場一覧 昭和9年12月15日現在》p.306 川口印刷所出版部 1934年 國立國會圖書館數碼化收藏